# الأمير هيساهيتو
هيساهيتو اكيشينو معروف بالأمير هيساهيتو (باليابانية: 悠仁親王)، (مواليد 6 سبتمبر 2006)، هو ابن الأمير اكيشينو والأميرة كيكو، والحفيد الوحيد لجده الإمبراطور الفخري أكيهيتو، والطفل الذكر الوحيد في العائلة، فبعد عمه الإمبراطور ناروهيتو، الذي لم ينجب ذكورا، بل أنثى واحدة، وبعد والده ولي العهد، سيكون هيساهيتو حاملا الشعلة لإمبراطورية تعد من الأقدم في العالم، ومن الأكثر محافظة وتكتما.

## منقذ الإمبراطورية اليابانية
كانت ولادته حدثا كبيرا في اليابان، إذ لم يكن في صفوف العائلة المالكة التي يبلغ عدد أفرادها 22 شخصا، سوى ثماني أميرات صغيرات، ولم يكن هناك أي طفل ذكر في العائلة، وبحسب القواعد المعمول بها فإن الأميرات مستبعدات عن خلافة العرش، كما أنهن يفقدن صفتهن الإمبراطورية عندما يتزوجن، وعلى ذلك، فإذا بقيت القواعد الملكية على حالها، فإن الأمير الصغير سيكون هو الوحيد القادر على إنقاذ السلالة الحاكمة من الانقراض إذا ما أنجب ذكورا.

## الحياة
الأمير هيساهيتو حتى الآن يعيش بعيدا عن الإثارة الإعلامية، على غرار باقي أفراد العائلة المالكة، التي تبتعد في تصرفاتها عن التفاخر والأبهة، والتي يخضع أي ظهور إعلامي لها لإشراف وكالة أنباء البلاط الإمبراطوري.
و في يوم 4 مارس 2025 عقد مؤتمرا صحفيا هو الأول له بمناسبة بلوغه سن الرشد، وأعرب عن عزمه على الوفاء بدوره كعضو في العائلة الإمبراطورية.
| سبقه اكيشينو | سلم ولاية العهد في اليابان الأمير هيساهيتو | تبعه لا أحد حتى الآن |

1. 1 2  御誕生になった文仁親王殿下の第一男子は、御名を悠仁と御命名になった件 (باليابانية), QID:Q29245314
2. 1 2 3  "紀子さま、男児ご出産　皇室４１年ぶり、皇位継承３位　母子とも健やか" (باليابانية). 朝日新聞社. 2006年9月8日. Archived from the original on 8 أبريل 2017. Retrieved 8 أبريل 2017. {{استشهاد ويب}}: تحقق من التاريخ في: |publication-date= (help)
3. ↑  文仁親王妃紀子殿下は、愛育病院において御出産、親王が御誕生になった件 (باليابانية), QID:Q29245282
4. ↑  الأمير هيساهيتو.. هل يكون المنقذ للإمبراطورية اليابانية ؟ نسخة محفوظة 7 أكتوبر 2013 على موقع واي باك مشين.
5. ↑  "الأمير الياباني هيساهيتو يعقد مؤتمره الصحفي الأول | NHK WORLD-JAPAN News". NHK WORLD. اطلع عليه بتاريخ 2025-03-06.